# Chuck Hoberman

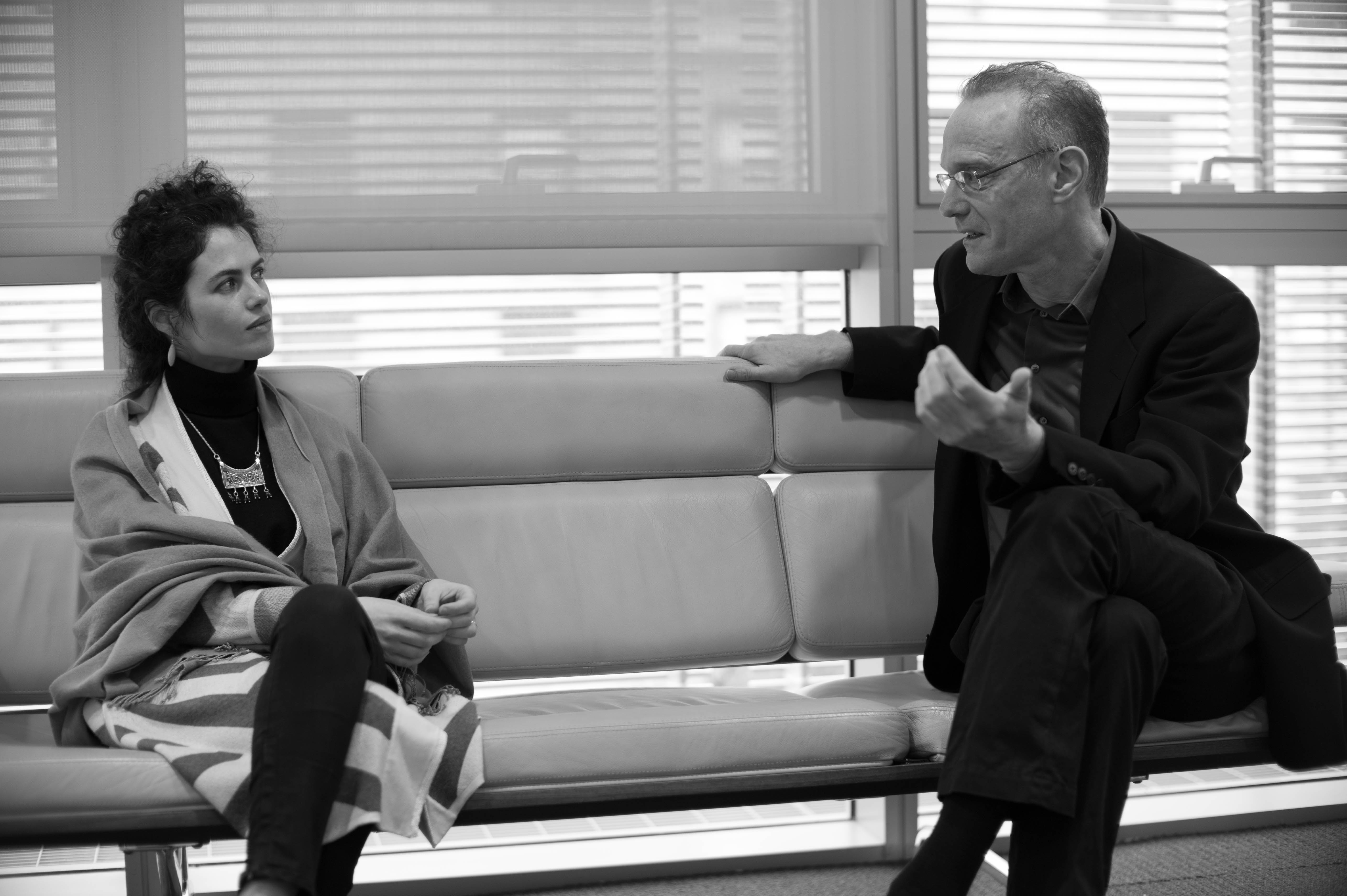
Neri Oxman und Chuck Hoberman

Chuck Hoberman (* 1956 in Cambridge (Massachusetts)) ist Erfinder verschiedener Faltspiele und Formen.
Hoberman erwarb einen Bachelor-Abschluss in Bildhauerei an der Cooper Union sowie einen Master-Abschluss in Maschinenbau an der Columbia University. 1997 gewann er den Chrysler Design Award für Innovation und Design.
Im Jahr 1990 gründete er die Firma Hoberman Associates. 1995 war er gemeinsam mit seiner Frau und Geschäftspartnerin Carolyn Hoberman Mitbegründer von Hoberman Designs. Sein bemerkenswertestes Spiel ist die Hoberman Sphere. Im Jahr 2000 war er Finalist beim Smithsonian National Design Award.